# Zilupe
Zilupe (en latgalien Sīnuoja) est une ville située le plus à l'est de Lettonie, en Latgalie sur les bords de la rivière Zilupe, à quelques kilomètres de la frontière entre la Lettonie et la Russie. La ligne du chemin de fer Rēzekne II—Zilupe, construite en 1901, traverse son territoire. Non loin passe l'autoroute P52 (Zilupe—Šķaune—Ezernieki).
En 1925, Zilupe est déclarée localité d'habitation dense (biezi apdzīvota vieta) selon les critères d'appellation d'avant guerre en Lettonie - la catégorie qui à partir de 1936 était officiellement renommée en village. Elle acquit le statut de la ville en 1931.
Jusqu'à la réforme territoriale du 2009, Zilupe faisait partie du district de Ludza (Ludzas rajons). Aujourd'hui, c'est le centre administratif de Zilupes novads. Zilupe comptait 1 404 habitants pour une superficie de 5,0 km2 en 2010.

## Géographie
La station ferroviaire de Zilupe est la dernière de la ligne Rīga-Zilupe, qui est l'une des plus longues routes pour trains passagers de Lettonie.

## Galerie

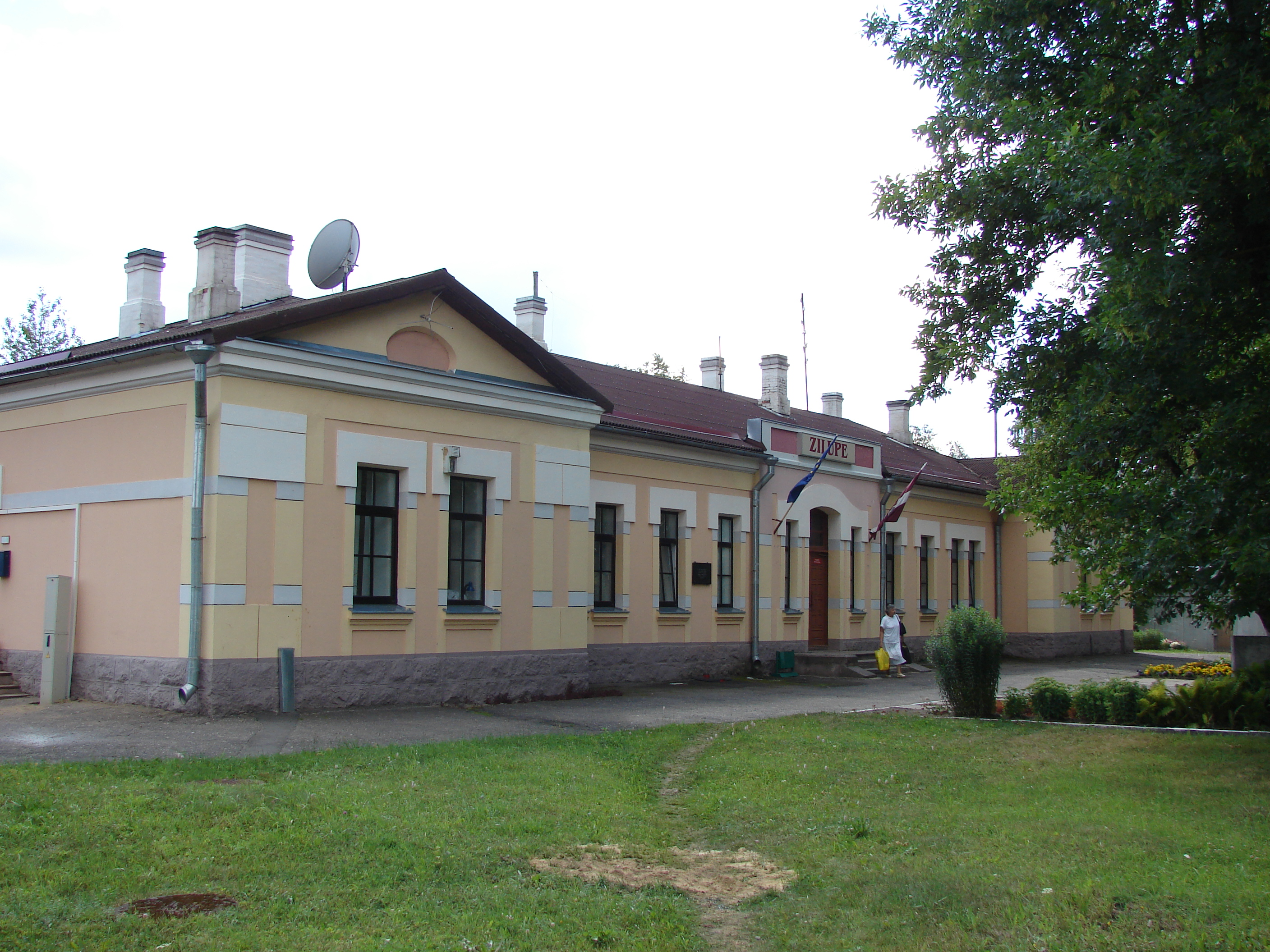
Gare ferroviaire de Zilupe
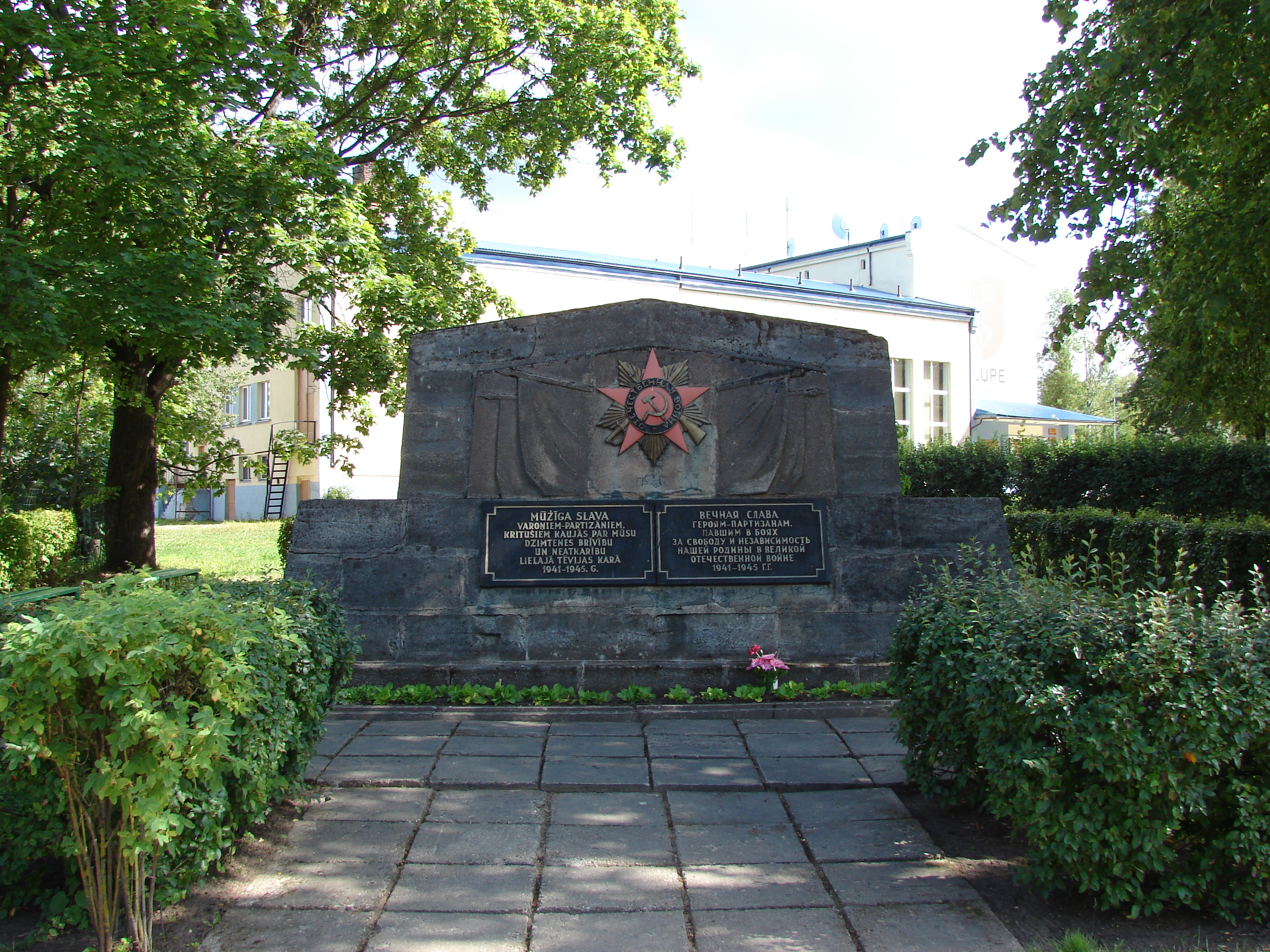
Les tombes des partisans rouges morts lors de la Deuxième Guerre mondiale
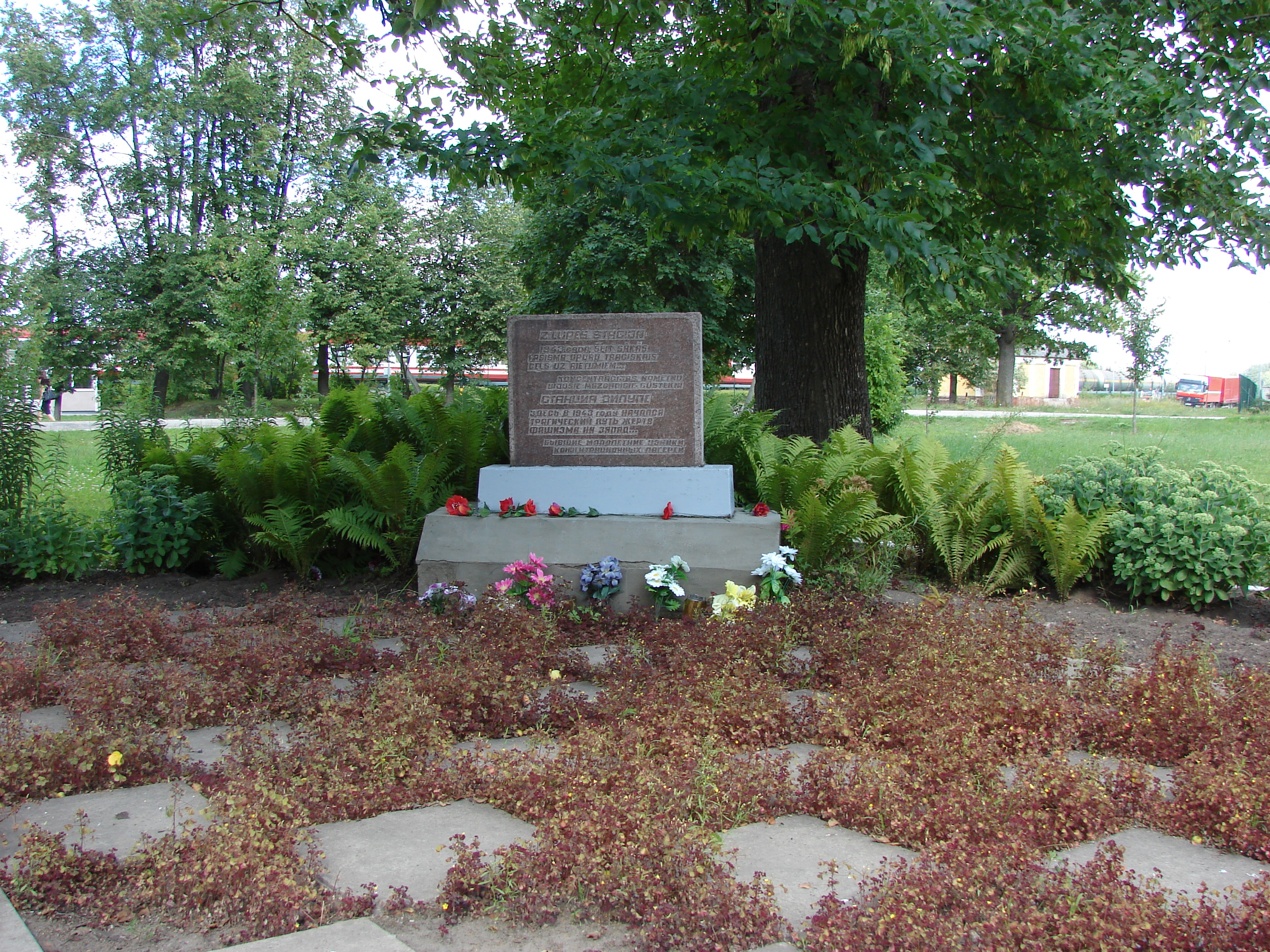
Monument aux déportés en Allemagne en 1943 près de la gare de Zilupe
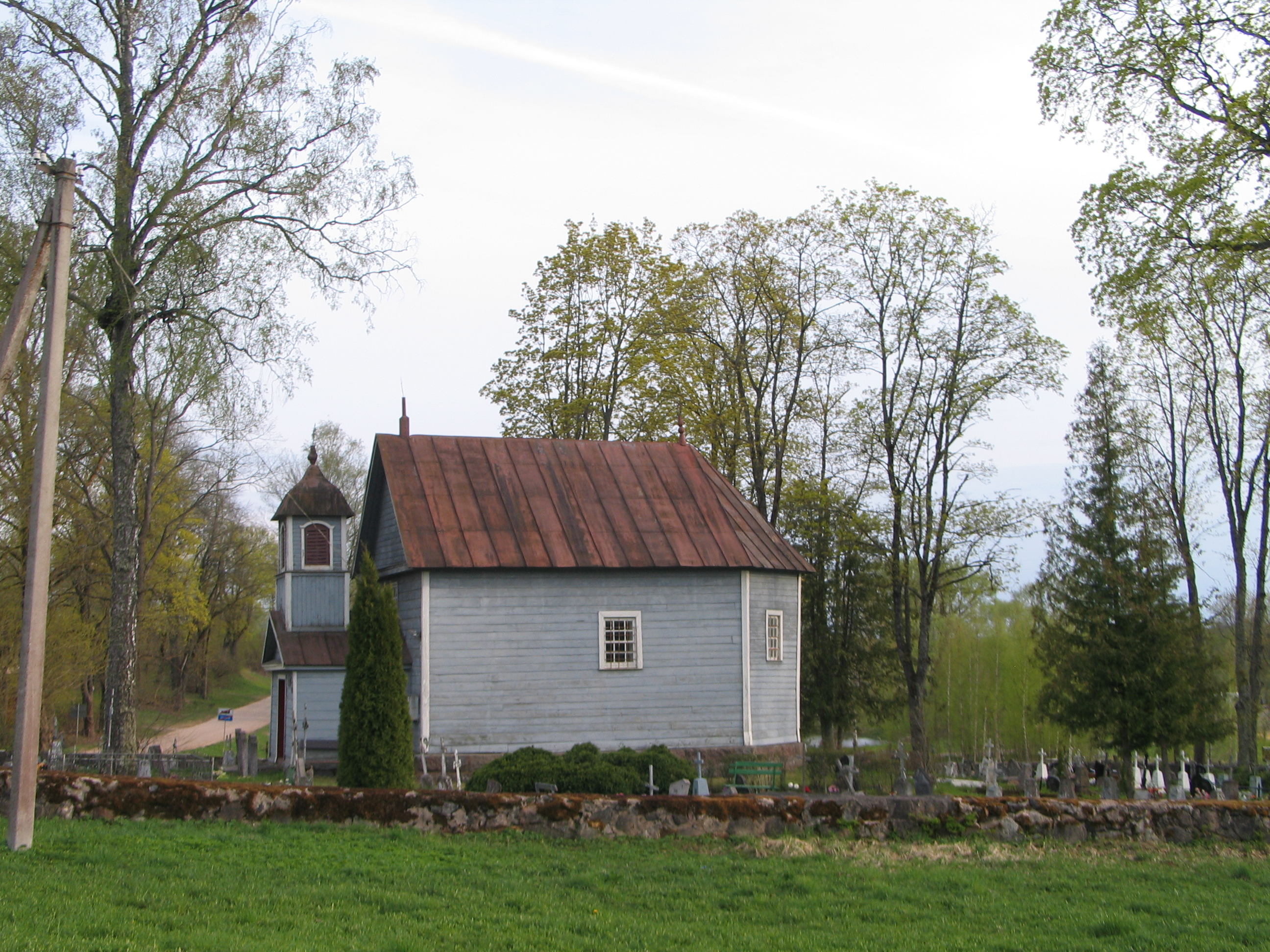
Cimetière et chapelle
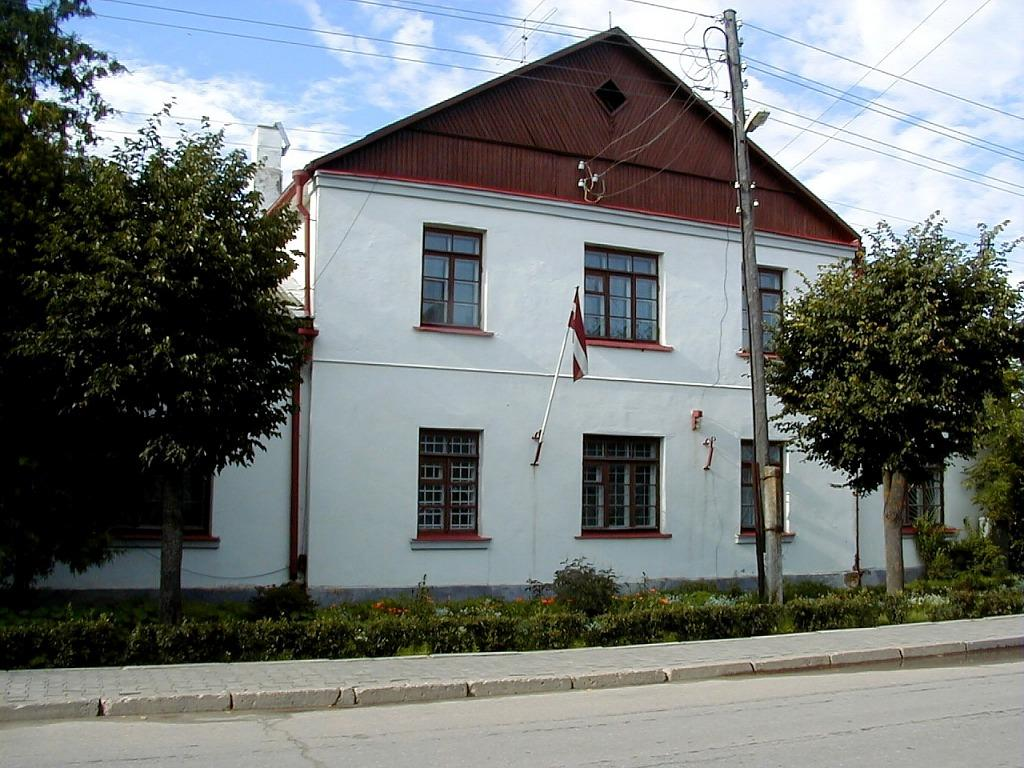
Mairie de Zilupe
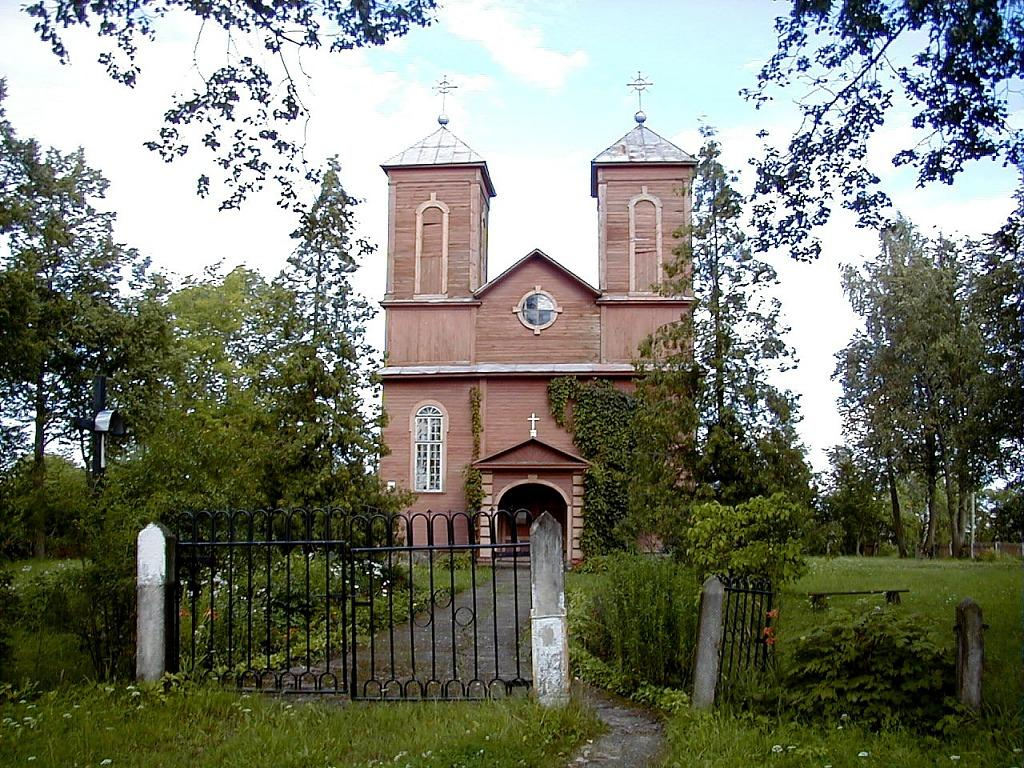
Église catholique romaine de Zilupe
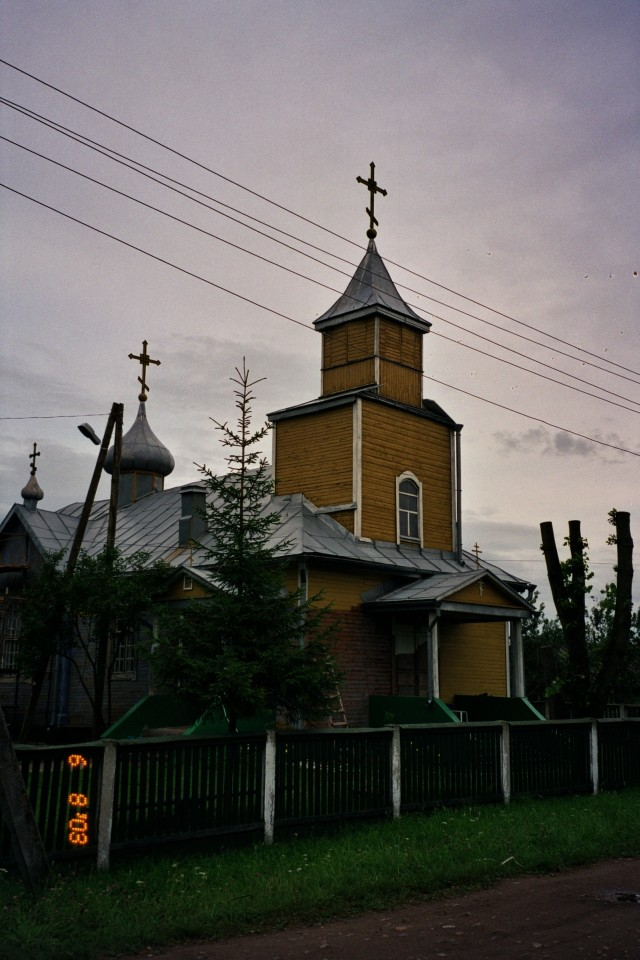
Église orthodoxe de l'Exaltation-de-la-Croix
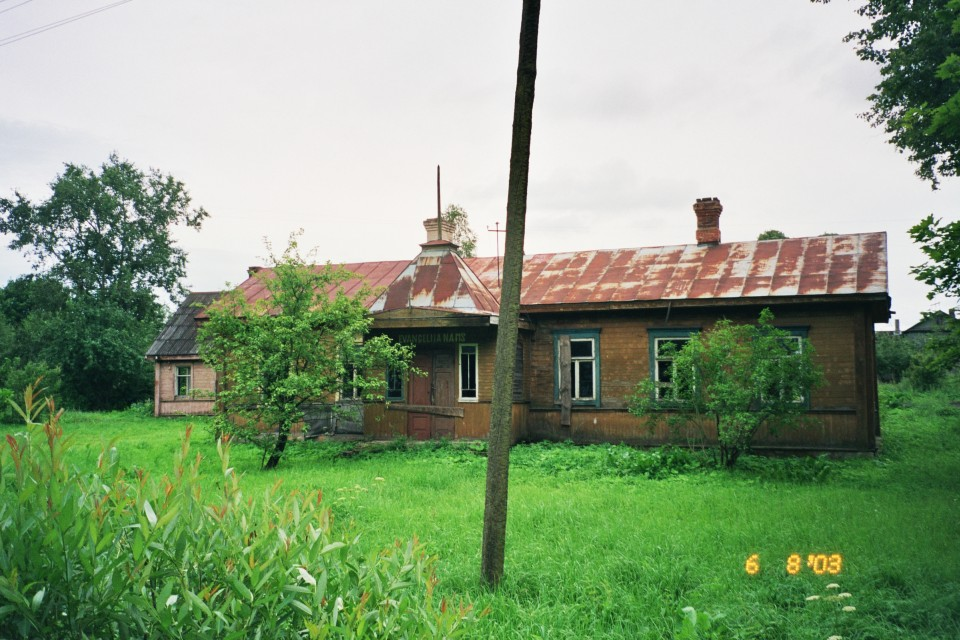
Maison de prière luthérienne